# Оверлорд и Андервуды
Оверлорд и Андервуды (англ. Overlord and the Underwoods) - канадский телевизионный семейный ситком, создатели которого Энтони К. Фаррелл and Райан Висбрук.
Премьера ситкома состоялась 04 октября 2021 на Nickelodeon в Великобритании, и 29 октября 2021 на CBC Gem. Премьера в России состоялась 17 января 2022 года.

## Сюжет
Жизнь североамериканской семьи Андервудов переворачивается с ног на голову, когда к ним заявляется дальний родственник — инопланетянин Оверлорд. Он второй по величине разыскиваемый преступник в мире. Оверлорда принудили к межгалактической защите свидетелей после того, как он донес на своего босса. И теперь он вынужден жить с Андервудами.

## Актёры
- Дэррил Хиндс в роли Джимма Андервуда
- Патрис Гудман в роли Флауер Андервуда
- Эри Резник в роли Уивера Андервуда
- Камайя Фэйрбёрн-Грант в роли Уиллоу Андервуда
- Трой Фельдман в роли Оверлорда
- Джейн Иствуд в роли соседки Андервудов

## Производство
Ситком был анонсирован 16 марта 2021, его права на показ были проданы Nickelodeon International, BYU TV в США, КТК в Канаде и ITV в Великобритании в один и тот же день.
Производство началось в июне 2021 года в Оквилле, Онтарио.
BYUtv выпустили сериал 8 ноября 2021 года в своем приложении и на сайте.

## Список серий

### Первый сезон (2021—2022)
| № | Название                              | Показ в Великобритании | Показ в России  | Произв. код |
| --- | ------------------------------------- | ---------------------- | --------------- | ----------- |
| 1 | «Прощайте!»                           | 04 октября 2021        | 17 января 2022  | 101         |
| Узнав, что Андервуды устали от него, Оверлорд убегает из дома, и все отправляются на его поиски, включая межгалактическую охотницу за головами. Флауэр ищет разбежавшихся зверей по всему городу, а Джим приводит в порядок дом, который разнес Оверлорд. |                                       |                        |                 |             |
| 2 | «Свержение Ассонанса»                 | 05 октября 2021        | 18 января 2022  | 102         |
| Оверлорд хочет разобраться с задирой, который достает Уивера, но все идёт не по плану. Флауэр и Джим решают принять участие в гонке на трех ногах, но желание победить приносит им больше проблем, чем они ожидали.                                       |                                       |                        |                 |             |
| 3 | «Дорогая, я уменьшил сам себя»        | 06 октября 2021        | 19 января 2022  | 103         |
| Джим вынужден переодеться в Оверлорда, когда к тому приходит коллектор, потому что настоящий Оверлорд попал под действие уменьшающего луча. Флауэр думает, что Уиллоу украла её косметичку, и требует, чтобы она работала у неё в приюте.                 |                                       |                        |                 |             |
| 4 | «Склизкость и предубеждение»          | 07 октября 2021        | 20 января 2022  | 104         |
| Чтобы проверить, действительно ли Флуэр любит всех животных, Оверлорд приносит домой ужасного Слизнума. Уивер ходит по пятам за Даней и Уиллоу в надежде снять идеальный квик-квок.                                                                       |                                       |                        |                 |             |
| 5 | «Пора в поход»                        | 11 октября 2021        | 21 января 2022  | 105         |
| Джим ведет Андервудов в ежегодный семейный поход, но Оверлорд увязывается с ними и приносит с собой множество разных гаджетов. РОФЛ остается одна в доме Андервудов.                                                                                      |                                       |                        |                 |             |
| 6 | «Конец игры»                          | 12 октября 2021        | 24 января 2022  | 106         |
| Оверлорд отправляет Андервудов на квест в духе "выберись из бездны" и пытается насладиться просмотром кино в тишине и спокойствии. Андервуды должны работать сообща, чтобы выбраться на свободу.                                                          |                                       |                        |                 |             |
| 7 | «Три простых платежа»                 | 13 октября 2021        | 25 января 2022  | 107         |
| Оверлорд требует, чтобы Джим и Флауэр дали ему денег на новый навороченный блендер. Получив отказ, он решает заработать сам, что приводит к неожиданным последствиям. Джим и Флауэр пытаются расслабиться в спа.                                          |                                       |                        |                 |             |
| 8 | «Не в моем доме!»                     | 14 октября 2021        | 26 января 2022  | 108         |
| Уиллоу находит себе молодого человека, но Оверлорд не в восторге от него: его родственница заслуживает лучшего! Уивер думает, что Биби влюбилась в него. У Флауэр свои трудности.                                                                         |                                       |                        |                 |             |
| 9 | «Из 13 в Оверлорда»                   | 18 октября 2021        | 27 января 2022  | 109         |
| Тринадцатый день рождения Уивера переворачивается с ног на голову, когда Оверлорд присваивает один из его подарков: ДНК-тест. Всей семье приходится работать сообща, чтобы не допустить раскрытия Оверлорда и сохранить его существование в тайне.        |                                       |                        |                 |             |
| 10 | «РПГ под прикрытием»                  | 19 октября 2021        | 28 января 2022  | 110         |
| Оверлорд пытается стать лидером кружка любителей РПГ, а Флауэр и Джим запрещают Уиллоу водить машину, пока она не пройдет их испытания. |                                       |                        |                 |             |
| 11 | «Промахи и попадания»                 | 26 февраля 2022        | 14 февраля 2022 | 111         |
| Все игнорируют женскую футбольную команду, в которой состоит Уиллоу, и Оверорд решает помочь... другой команде. Флауэр хочет помочь РОФЛ жить отдельно от Оверлорда, но все идет не по плану.                                                             |                                       |                        |                 |             |
| 12 | «Обновление системы»                  | 27 февраля 2022        | 15 февраля 2022 | 112         |
| Джим обновляет операционную систему РОФЛ, и она решает быть его помощницей. Но вот незадача: она не остановится ни перед чем, чтобы выполнить его просьбы. Оверлорд же нанимает своего заклятого врага Пити ей на замену.                                 |                                       |                        |                 |             |
| 13 | «Фотографии»                          | 5 марта 2022           | 16 февраля 2022 | 113         |
| Андервуды готовятся к ежегодной семейной фотосессии, но решают не приглашать Оверлорда. Он, в свою очередь, решительно настроен попасть на семейный портрет. Уиллоу пытается произвести впечатление ана своих популярных подруг.                          |                                       |                        |                 |             |
| 14 | «Семейный Фрабждлпларм»               | 6 марта 2022           | 17 февраля 2022 | 114         |
| Оверлорд скучает по своей родной планете и предлагает Андервудам отметить его любимый космический праздник. Но они и не подозревают, что этот день закончится совсем не так, как можно было бы ожидать.                                                   |                                       |                        |                 |             |
| 15 | «Важнные объявления»                  | 12 марта 2022          | 18 февраля 2022 | 115         |
| В школе Уивер делает объявление по громкой связи, а Оверлорд использует эту возможность, чтобы загипнотизировать всех учителей. Джим участвует в Дне "Приведи своего ребёнка на работу" к недовольству Уиллоу. Флауэр привязывается к милому ежику.       |                                       |                        |                 |             |
| 16 | «Оверлок Холмс и непропеченный пирог» | 13 марта 2022          | 21 февраля 2022 | 116         |
| Андервуды устраивают званый ужин, чтобы призвести впечатление на начальника Джима. Но когда исчезает десерт, все начинают подозревать Оверлорда в краже. Теперь он должен разгадать загадку этой пропажи, чтобы снять с себя подозрения.                  |                                       |                        |                 |             |
| 17 | «Снова и снова и снова»               | 19 марта 2022          | 22 февраля 2022 | 117         |
| У всех Андервудов выдается неудачный день и Оверлорд предлагает им перезапустить его, чтобы начать все сначала. Они соглашаются, и раз за разом пытаются сделать все идеально. Но они не понимают, что Оверлорд обвел их вокруг пальца.                   |                                       |                        |                 |             |
| 18 | «На дне морском»                      | 20 марта 2022          | 23 февраля 2022 | 118         |
| В школе Уиверу дают задание сделать проект о человеке, которым он восхищается, и он выбирает Флауэр. Оверлорд завидует ей и пытается принизить её в глазах сына. Ривер и Джим находят общий язык, но Уиллоу кажется, что они забывают про неё.            |                                       |                        |                 |             |
| 19 | «Годоверщина»                         | 26 марта 2022          | 24 февраля 2022 | 119         |
| Когда Оверлорд просит Андервудов помочь ему найти то, что он потерял год назад, все начинают вспоминать, как он попал к ним в дом. Во флэшбеках Джим пытается впечатлить своих родителей.                                                                 |                                       |                        |                 |             |
| 20 | «На седьмом небе»                     | 27 марта 2022          | 25 февраля 2022 | 120         |
| Неосторожность Оверлорда подвергает опасности всю семью, и это испытывает его моральные ценности на прочность. Уиллоу хочет опубликовать идеальный пост, а Уивер хочет сделать из своих рассказов кино.                                                   |                                       |                        |                 |             |

## Споры насчет сериала
Сериал стал предметом некоторых споров в канадской телевизионной индустрии после того, как о его производстве было объявлено в апреле 2021 года, когда в газете появилась статья о премьере сериала от Энтони К. Фаррелла — «The Parker Andersons» в которой заявлялось о том, что на BYU TV «не могут быть представлены персонажи, которые четко идентифицированы как квиры» из-за взглядов Мормоны на ЛГБТ сообщество, наряду с Brigham Young University LGBT history, которому принадлежит сам телеканал. В конце концов участники спора договорились, и было официально потверждено что в «Оверлорд и Андервуды» будут присутствовать ЛГБТ персонажи.